# 短梗野菰
短梗野菰（学名：Aeginetia acaulis）为列当科野菰属下的一个种。其种加词“acaulis”意为“无茎的”。
现接受名为短梗野菰（Aeginetia pedunculata (Roxb.) Wallr., 1831)。